# Mordvin nyelv
A mordvin nyelv a finnugor nyelvek egyike, a finn-permi ágba, azon belül a finn-volgai nyelvek közé sorolható. Beszélői a mordvinok. A mordvin nyelv két nagy ága az erza és moksa. Arról, hogy az erza és a moksa dialektusoknak vagy önálló nyelveknek tekintendők, jelenleg is vita folyik, ami a 20. század elején kezdődött, s mindvégig mindkét oldalon politikai érdekekkel is befolyásolt.

## A mordvin nyelv változatai
Az erza és moksa szókészlet 80%-ban megegyezik, 3 komolyabb nyelvtani eltérés mutatkozik, és a moksa 5 fonémával, illetve a moksa írás ennek megfelelően 5 betűvel gazdagabb az erzánál. A középkor folyamán az erzákra inkább hatott az orosz nyelv, míg a moksákra a török nyelvek közül a tatár.
A mordvin nyelv kihalt dialektusai a terjuhán, a karatáj és a muroma.

## Mordvin szépirodalom
- Szijazsar (mordvin eposz)

## Magyar és mordvin hasonló szavak
| A magyar szó | A mordvin szó  |
| ------------ | -------------- |
| atya         | atja           |
| agy          | ugyime         |
| felleg       | pejel          |
| amaz         | omoce          |
| porond       | pire           |
| felfal       | pal            |
| víz          | vedj           |
| szem         | szeljme        |
| fiú          | pijo           |
| szaru        | szura, szuro   |
| jég          | jej            |
| mell         | melke          |
| kéreg        | ker            |
| kettő        | kafto          |
| csikorog     | csikor, csikur |
| könyv        | konyov (papír) |
| kézjel       | kedj           |
| kígyó        | kijov          |
| vér          | verj           |
| méh          | mes            |
| ravasz       | rivesz         |
| vaj          | vaj            |
| nyal         | nola-          |
| tél, télen   | tele, telnya   |
| szilfa       | szele          |
| öt           | vete           |
| fúj          | puva           |
| női          | ni             |
| epe          | szepe          |
| ár           | arce-          |